# The Five Sharps
The Five Sharps foi um grupo vocal de curta duração originário do Queens. Eles são conhecidos nos dias atuais por sua gravação de "Stormy Weather". "Stormy Weather"  é hoje considerado um dos mais colecionáveis singles de doo-wop já lançado. Após a separação do grupo, diversos membros se juntaram a outros grupos, tais como o The Videos.

## A gravação de "Stormy Weather"
Em 1952, após meses de apresentações em festas locais, os The Five Sharps foram vistos por um produtor e levados ao estúdio para gravar duas músicas. O grupo gravou a canção própria "Sleepy Cowboy" e a consagrada "Stormy Weather". A sessão levou a maior parte do dia e o grupo foi pago em hot dogs e refrigerantes. O primeiro tenor Bobby Ward se lembra que as vendas de  "Stormy Weather" foram tão ruins que ele e outros membros da banda tiveram que comprar suas próprias cópias, embora nunca tenham sido pagos pela gravação. A canção foi lançada pela Jubilee Records com número de catálogo 5104.

## O 78
No final de 1961, o colecionador de discos Billy Pensabene encontrou uma cópia em 78 rpm e a trouxe para a Times Square Records, gerenciada por Irving “Slim” Rose. Slim pediu emprestado o disco para tocar em seu programa de rádio “Sink Or Swim With Swingin' Slim” na   WBNX. O disco acabou sendo quebrado. Slim admitiu em junho de 1965 que o disco "quebrou debaixo do [seu] braço" a caminho de casa vindo do estúdio, mas em outras épocas, alegou que seu guaxinim, Teddy, tinha quebrado o disco sentando nele.
Slim assegurou ao seu raivoso cliente que ele lhe daria um novo disco para substituir o disco quebrado. Colocou um cartaz em sua loja oferecendo $25 em crédito por uma cópia em 78 rpm do disco e $50 por uma cópia em 45 rpm. Quando semanas se passaram sem ninguém apresentar alguma cópia, Slim aumentou a recompensa. Slim então foi até o proprietário da Jubilee Records, Jerry Blaine, solicitando que relançasse o original. Foi lhe dito que "Stormy Weather" era um de um lote de 80 masters que fora destruído em um incêndio.
Como a Jubilee, em 1952, tinha lançado singles tanto em 78 como em 45 rpm, colecionadores supõem que havia discos em 45 rpm em algum lugar (mesmo assim, colecionadores valorizam muito mais 45 rpm do que 78 rpm). Nenhuma cópia jamais surgiu e apenas algumas cópias em 78 rpm de  "Stormy Weather" foram encontradas.

## A regravação
Em 1964, enquanto a lenda da canção crescia, a Jubilee contratou um novo grupo de músicos, sob o nome de The Five Sharps. Gravaram então uma nova versão de "Stormy Weather". Foi lançada com número de catálogo 5478, em 45 rpm. Esta versão não se compara em termos de coleção com a primeira versão.

## Após "Stormy Weather"
Cuffey foi diagnosticado com leucemia e morreu em 1960. Bassett se juntou por alguns períodos com os grupos The Drifters e o The Flamingos, e mais tarde, nos anos 1970, formou a banda Creative Funk. Bobby Ward gravou 'The Key To The City' mas sem sucesso. Os outros membros da banda, o  pianista Tommy Duckett e Mickey Owens, deixaram a indústria musical em 1975, quando quatro dos membros vivos da banda, incluindo Ward, se apresentaram  na Academy of Music in New York.